# Бадак (нафтогазоконденсатне родовище)
Бадак — нафтогазоконденсатне родовище, розташоване в нафтогазоносному басейні Кутей у індонезійському ліцензійному блоці Санга-Санга на території дельти річки Махакам (острів Калімантан).
Бадак став першим гігантським родовищем, відкритим після запровадження в нафтогазовій промисловості Індонезії в кінці 1960-х років системи угод про розподіл продукції. Після кількох років первісних розвідувальних робіт у блоці Санга-Санга, у листопаді 1971 на структурі Бадак розпочали буріння. Відкриття родовища сталось у січні 1972 року. У ході подальшої розвідки тут виявили більш ніж 70 покладів вільного та асоційованого газу на глибинах від 1350 до 3200 м.
Розробка родовища почалась у 1976 році, а пік видобутку припав на 1990-й, коли він перевищив 11 млрд м³ у перерахунку на рік. Потім почалось падіння через поступове вичерпання запасів, і станом на 2012 рік Бадак продукував менше 1 млрд м³ на рік. Розробку родовища (як і всього блоку Санга-Санга) здійснює американська компанія Huffington, яка після продажу 20 % акцій китайській СРС була перейменована на VICO. Строк дії подовженої угоди про розподіл продукції збігає 2018 року.
Геологічні запаси родовища оцінювались у 200 млрд м³ газу, 130 млн барелів конденсату та 60 млн барелів нафти. Станом на 2012 рік накопичений видобуток досяг 170 млрд м³. Наразі родовище знаходиться на завершальній стадії розробки.
Видача газу родовища відбувається по трубопроводу Бадак – Бонтанг.